# Mussvansmossa
Mussvansmossa (Isothecium myosuroides) är en bladmossart som beskrevs av Bridel 1827. Mussvansmossa ingår i släktet svansmossor, och familjen Brachytheciaceae. Arten är reproducerande i Sverige. Inga underarter finns listade i Catalogue of Life.

## Bildgalleri

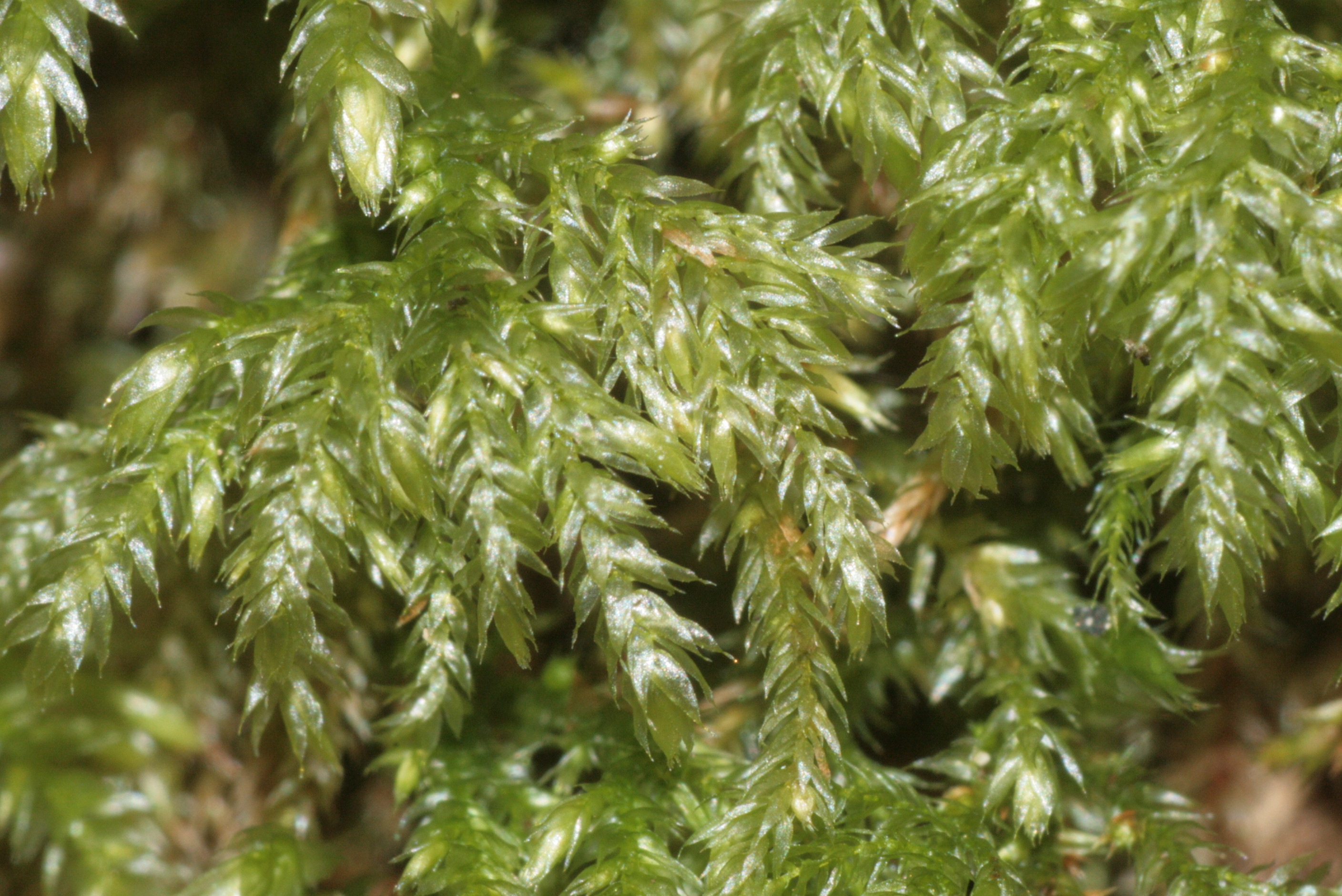
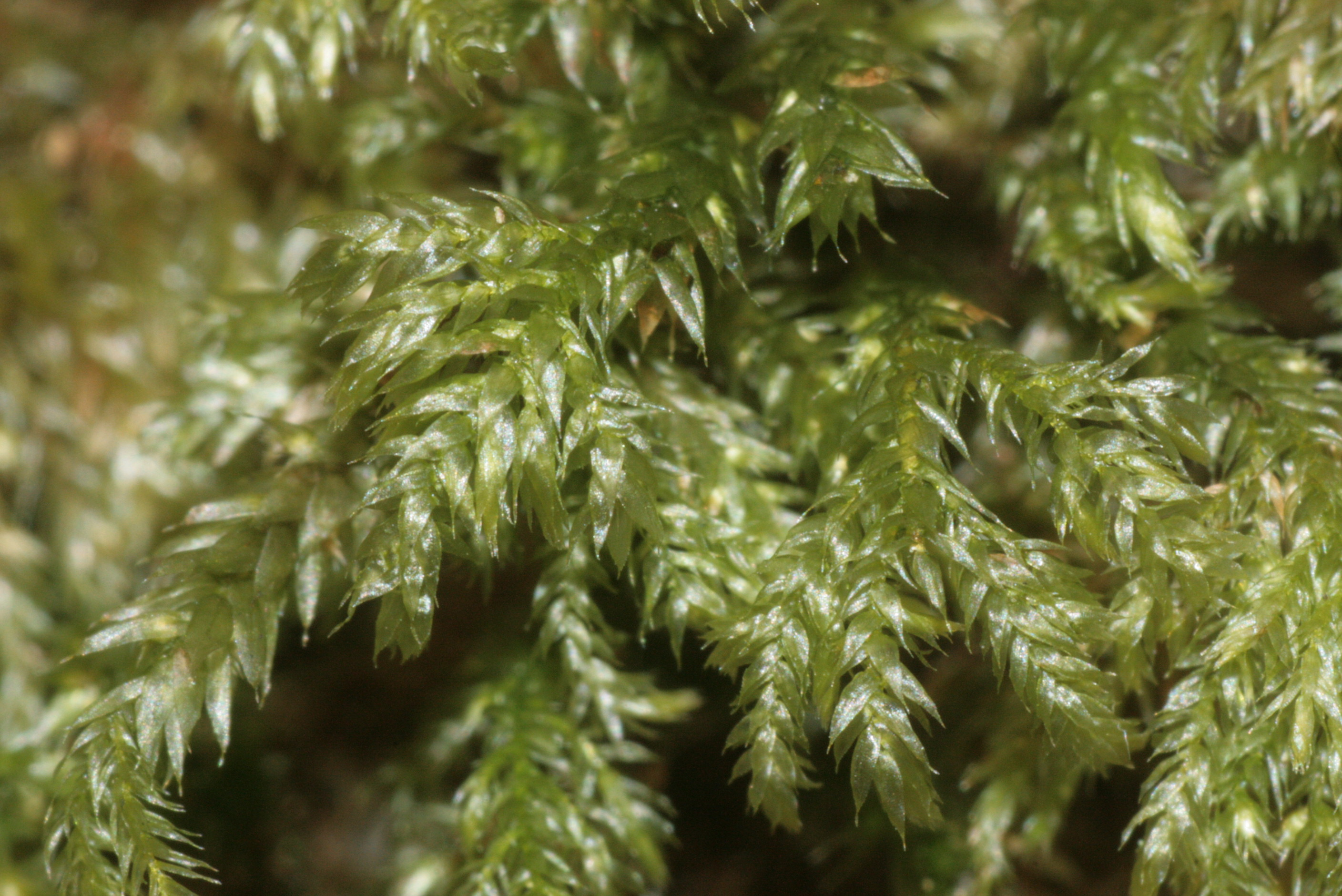
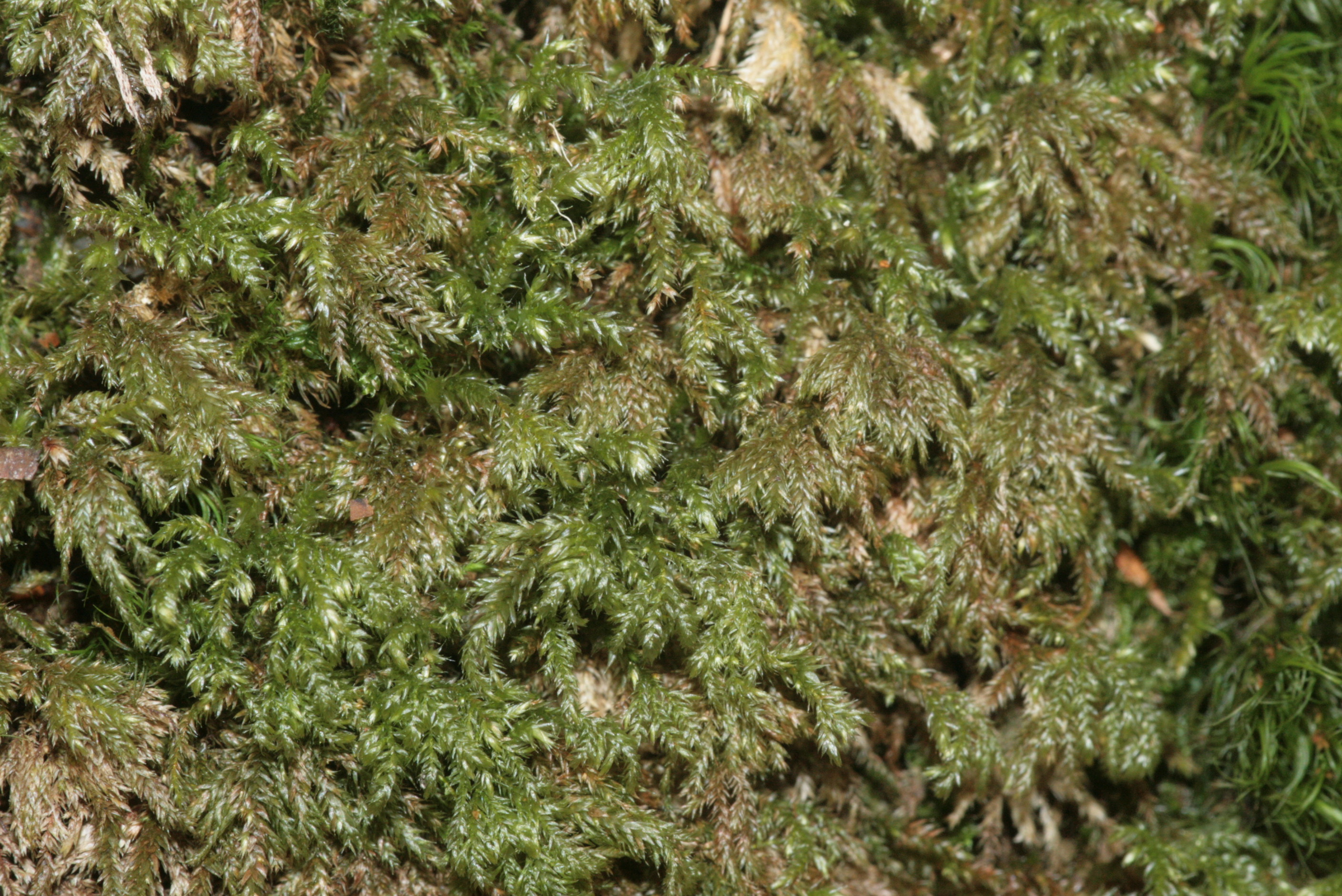
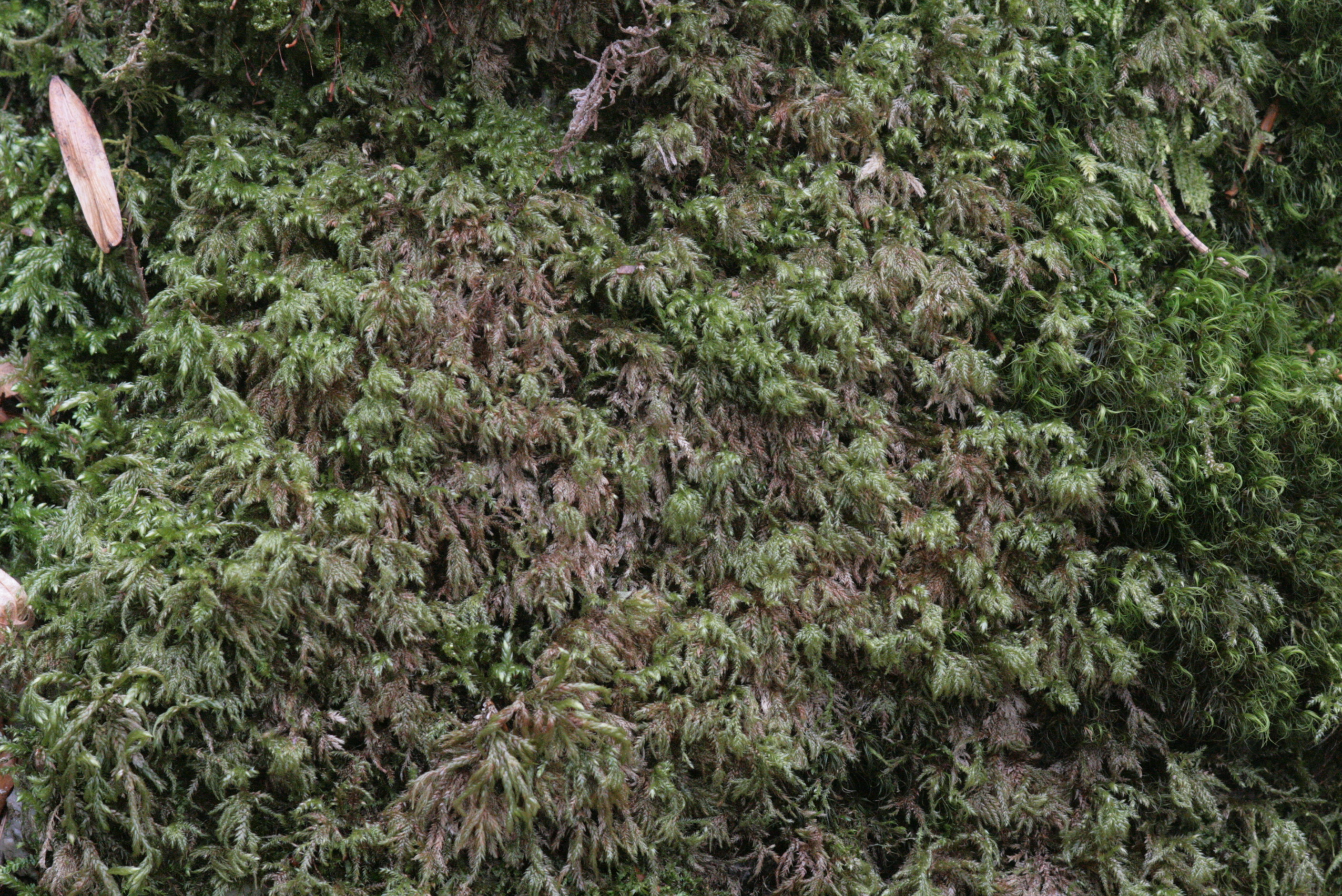